# High Side (émission de télévision)
Pour le type d'accident de moto, voir High side.
 (mai 2019).
High Side est une émission de télévision consacrée à l'univers de la moto. Tout d'abord diffusée en streaming sur internet en 2014, elle est diffusée depuis 2017 sur RMC Découverte.
Depuis sa création, l'émission est la première entièrement consacrée à la moto sur une chaîne gratuite. Elle est animée par Bader Benlekehal, accompagné de François Poncet et Adrian Parassol dit « le stagiaire », également journalistes du magazine mensuel Moto et Motards. Autre animateur, Franck Nourry, patron du garage Thorn Bikes, s'occupe quant à lui de la rubrique mécanique de l'émission.

## Historique
Cette section ne s'appuie pas, ou pas assez, sur des sources secondaires ou tertiaires indépendantes du sujet.

Pour l'améliorer, ajoutez-en, ou placez des modèles {{Source secondaire souhaitée}} ou {{Source secondaire nécessaire}} sur les passages mal sourcés. (juin 2022)
La première saison de High Side est enregistrée à l'aéroport du Castellet et tournée sur le Circuit Paul-Ricard. L'épisode pilote est diffusé en juin 2014 sur highside-moto.com. D'une durée de 52 minutes chacune, les six premières émissions sont mises en ligne tous les mois. Face au succès rencontré (près de 160 000 vues mensuelles constantes durant les 52 minutes d'émission), une campagne de financement participatif est entreprise sur touscoprod.com, atteignant 164 % de l'objectif initial.
À la suite de cette réussite, la saison 2 est réalisée dans les Studios Riviera, à Nice, dans un format de 26 minutes, et programmée sur L'Équipe 21 à un rythme hebdomadaire, tous les samedis à 12 h 30. Le premier épisode est diffusé le 2 mai 2015 et prend la place de l'un des deux journaux télévisés de la chaîne. Elle est divisée en quatre parties : Les News, Le Test, L'Invité et la rubrique méca de Franck Nourry. Les épisodes seront par la suite diffusés sur la chaîne Planète+ A&E en janvier 2016.
La saison 3 est mise en ligne sur le site internet fin avril 2016 avec le retour de l'équipe sur le circuit Paul Ricard. L'émission ne comporte plus que 3 parties : Essai, Sideshow et Tuto méca, de Franck Nourry.
À partir de mai 2017, la quatrième saison d'High Side est diffusée sur RMC Découverte ; à cette occasion, le compteur des saisons est remis à 0.

## Audience
Si les chiffres d'audience sont inconnus durant les 3 premières saisons, ils sont communiqués depuis le passage sur RMC Découverte, via Médiamétrie. Ainsi, en première saison, High Side a réuni en moyenne 665 000 téléspectateurs, pour un total de 3 603 000 téléspectateurs en direct et 8 154 000 téléspectateurs avec les rediffusions. Pour la saison 2, High Side a réuni 3 526 000 téléspectateurs en direct (les chiffres des rediffusions ne sont pas encore connus). En outre, le programme se place les soirs de diffusion en troisième place des plus regardés sur la tranche Homme des 25-49 ans.

## Format de l'émission
Depuis son passage sur RMC Découverte, High Side est une émission de 52 minutes. Les 3 animateurs se retrouvent sur un plateau, pour lancer les différents reportages (Essai, Longue Course, 1 Star 1 Slider, Tuto Méca). Ces plateaux évoluent tous les ans. En première saison, ils étaient situés sur le bord du Circuit Paul-Ricard , avec du public. Pour la seconde saison, ils ont pris place dans les Studios Riviera, toujours en public. Et pour la troisième saison, ils retournent en extérieur et changent de lieu à chaque épisode.

## Diffusion
High Side fonctionne par saison de plusieurs épisodes et est produit au rythme d'une saison par an. Depuis le passage sur RMC Découverte, High Side est diffusé en prime-time, une fois par semaine, sur 3 à 4 semaines, à un rythme de deux épisodes inédits par semaine. La période de diffusion commence aux alentours du mois de juin.

### Dates de diffusion de la Saison 3
- Jeudi 13 juin à 20h50 sur RMC Découverte - 2 épisodes inédits
- Jeudi 20 juin à 20h50 sur RMC Découverte - 2 épisodes inédits
- Jeudi 27 juin à 20h50 sur RMC Découverte - 2 épisodes inédits

## Rubriques

### Essai
Dans tous les épisodes, un animateur teste une moto dans des conditions extrêmes. Que ce soit une machine mythique, révolutionnaire, technologique ou ultra-performante, il y a une grande variété dans les motos essayées. Les images sont bien souvent spectaculaires, le ton léger et informatif, tout en restant compréhensible par le plus grand nombre. Les touches d'humour et les mises en scène sont nombreuses, le tout capté en 4K, avec caméras embarqués, véhicule traveling et slow motion.

#### Motos essayées

##### Saison 1
- KTM 1290 Super Duke R (en)
- BMW S 1000 R
- Kawasaki Z800 (en)
- Triumph Daytona 675
- KTM 690 Duke
- Kawasaki ER-6n
- BMW R 1200 GS

##### Saison 2
- Yamaha YZF-R1
- Suzuki GSX-S 1000
- Yamaha MT-09
- BMW S 1000 RR
- Ducati Diavel
- Kawasaki 750 H2
- Husqvarna 701 Supermoto

##### Saison 3
- BMW C 650 Sport
- Yamaha Tracer 900
- Kawasaki ZZR 1400
- Kawasaki H2
- Kawasaki ZX-10R

##### Saison 4 (= Saison 1 sur RMC Découverte)
- Voxan Cafe Racer
- Kawasaki ZX-10R
- Yamaha MT-10
- Ducati Scrambler 400
- Honda Africa Twin
- Yamaha TMAX

##### Saison 5 (= Saison 2 sur RMC Découverte)
- Kawasaki H2
- Ducati Panigale V4
- Suzuki GSX-R 1000
- Aprilia RSV4
- Aprilia Tuono
- Harley-Davidson 750 Street
- Triumph Thruxton
- Boss Hoss
- BMW R 1200 GS Adventure
- KTM 1290 Super Adventure R
- Honda Gold Wing 1800

##### Saison 6 (= Saison 3 sur RMC Découverte)
- Première diffusion le 13 juin 2019

#### Échelle du top
Cette section ne s'appuie pas, ou pas assez, sur des sources secondaires ou tertiaires indépendantes du sujet.

Pour l'améliorer, ajoutez-en, ou placez des modèles {{Source secondaire souhaitée}} ou {{Source secondaire nécessaire}} sur les passages mal sourcés. (juin 2022)

Depuis la saison 2 sur RMC Découverte, toutes les motos essayées sont placées sur « L'Échelle du Top ». Pour cela, l'animateur ayant essayé la moto la note sur 5 critères : le moteur, le freinage, la partie-cycle, le confort et la polyvalence. Ces 5 notes sur 20 donnent une note sur 100, qui place la moto dans différentes catégories : Pas Top, Moyen Top, Top, Mega Top. 

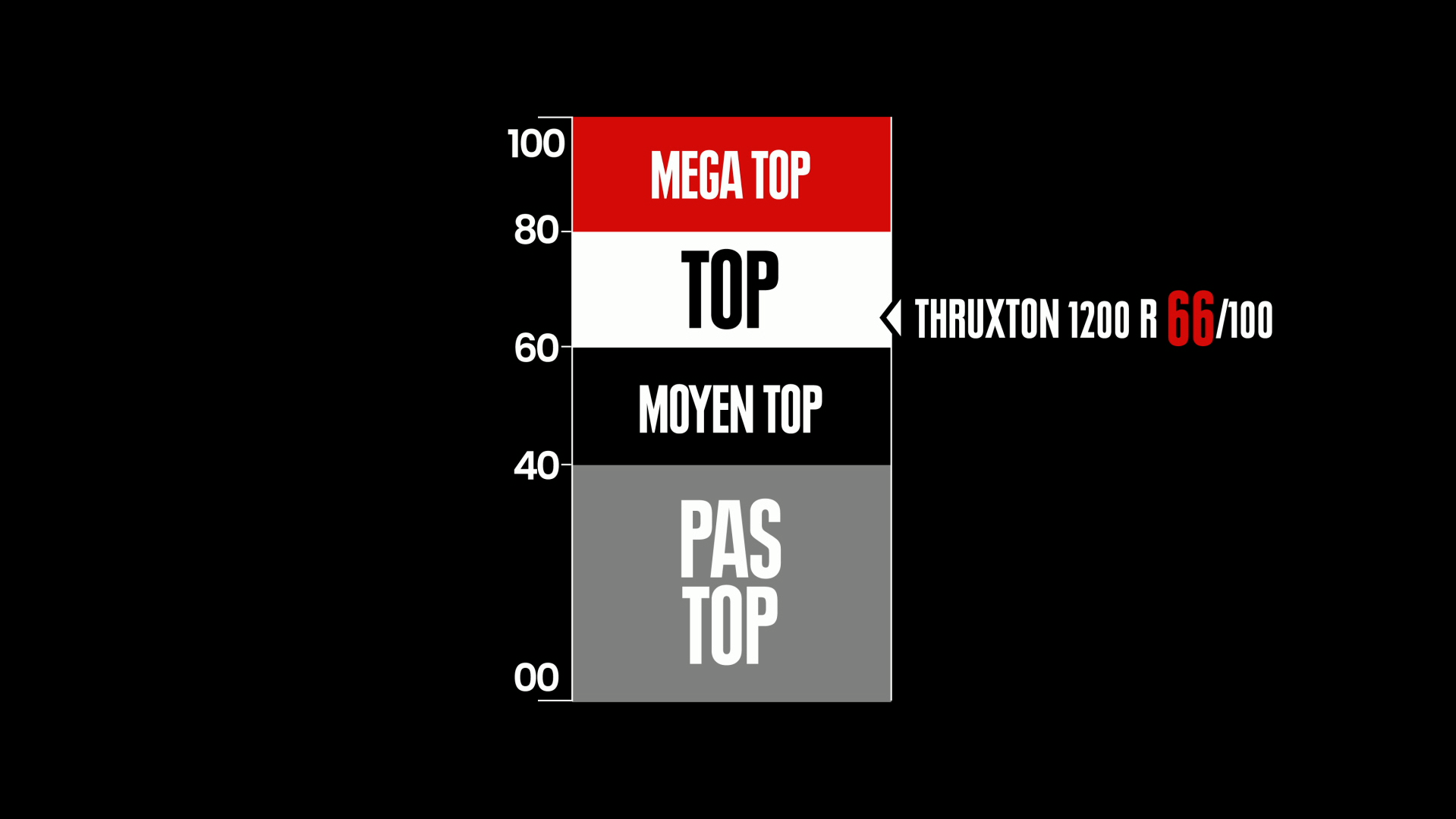
Exemple d'Échelle du Top pour la Triumph Thruxton 1200 R

### Longue Course
Le reportage le plus important[réf. nécessaire] de l'émission et également le plus long. D'une durée de 20 minutes, il voit plusieurs animateurs confronter différents modèles de machines. Souvent pour répondre à une question ou atteindre un objectif, ils sont des invitations au voyage et à la découverte du monde moto[source secondaire nécessaire].

#### Liste des Longues Courses depuis la création

##### Saison 1
- Quel est la meilleure moto à 3-cylindres ?
- Quelle sportive acheter avec 6000€ ? Ducati 999 VS GRSX-R 750
- La puissance fait-elle aller plus vite ?
- Avinton, des motos françaises
- L'équipe participe aux 24 Heures du Mans Moto
- Quelle est la moto qui consomme le moins ?
- Quelle est la meilleure moto pour le père Noël ?

##### Saison 2
- Essai de la Yamaha R1
- Défi Fou : participer à une course sur glace
- Une course pour les handicapés
- Quel est le trail ultime ? Suzuki DR 650 VS Ducati Multistrada
- Une course de vieilles
- Les failles du Code de la route
- Le salon de Milan 2016

##### Saison 3
- Tomer Sisley apprend à poser le genou
- Les 24 Heures du Mans en tant que mécaniciens
- Devenir pilote de développement pneumatiques
- Quel équipement moto protège le mieux ?

##### Saison 4 (= Saison 1 sur RMC Découverte)
- Quelle est la meilleure mobylette ?
- Quelle est la meilleure moto pour débuter ?
- Une Yamaha R1 ou une BMW R 1200 GS pour traverser la Corse ?
- À l'école des pilotes
- Devenir hipster à moto
- La CBR High Side affronte une Porsche GT3 sur un lac gelé

##### Saison 5 (= Saison 2 sur RMC Découverte)
- Traverser l'Italie à motos électriques
- Stage commando tout-terrain avec Serges Nuque
- Traverser l'Espagne en 125 : Aprilia RS VS Suzuki GSX-R 125
- Quelle est la meilleure 400cc pour débuter ?
- Gravir le Mont Ventoux en moto sans permis : Piaggio Vespa VS Yamaha Bop
- 2, 3 ou 4 roues pour rouler dans les pires conditions ?
- Affrontement de customs
- Course d'accélération avec la Z900 RS High Side

##### Saison 6 (= Saison 3 sur RMC Découverte)
- Le match des légendes
- Les 3 roues au banc d'essai
- Japoniaiseries : Le grand test
- F1 vs Moto : L'ultime défi
- Le diable s'habille en Ducati
- Roadtrip au cambodge

### 1 Star 1 Slider
Dans cette rubrique créée en 2017, une célébrité est mise au défi de poser le genou à moto sur circuit, et donc faire frotter son slider. Coachée par Bader, elle apprend à maitriser la moto de son choix, sur le Circuit Paul-Ricard.

#### Liste des célébrités ayant participé à 1 Star 1 Slider
- Tomer Sisley en Ducati Panigale
- Philippe Etchebest en BMW S 1000 RR
- Mathieu Kassovitz en Kawasaki H2R
- Grégory Mallet en Kawasaki ZX-10R
- Pascal Soetens en Yamaha R1
- Vincent Lagaf' en Suzuki GSX-R 750
- Bruce Jouanny en Honda CBR 1000 RR High Side
- Florent Manaudou en Ducati Panigale
- Claudio Capéo en Suzuki GSX-R 1000
- Luc Alphand en KTM Super Duke 1290 R
- Camille Lacourt en BMW S 1000 RR
- Samuel Étienne en Aprilia Tuono
- François Allain en Honda CBR 650 R
- Alexandre Debanne en Yamaha R1
- Lord Kossity en Yamaha R1
- Alexis Pinturault en KTM 790 Duke
- Anthony Delon en Aprilia RSV4 1100
- Michel Sarran en Suzuki GSX-R1000

### Tuto Méca
Cette rubrique met en scène Franck Nourry, patron du garage Thorn Bikes et préparateur de talent, qui apprend la mécanique à Bader.

#### Liste des Tutos Méca
- Faire sa vidange (sur Triumph Daytona 675)
- Purger ses freins (sur Kawasaki Z800)
- Changer ses disques d'embrayage (sur Honda CB500-F)
- Changer ses plaquettes de freins (sur Kawasaki ZX-10R)
- Changer son kit chaîne
- Vidanger sa fourche (sur Kawasaki ER6-N)
- Remettre sa moto en état (sur le Suzuki DR650 de Bader)
- Améliorer son éclairage (sur le Suzuki DR650 de Bader)
- Alléger sa moto (sur Yamaha YZF-R6 de 2012 "Projet High Side"). Cet épisode est le premier du "Projet High Side" qui consiste en préparer une Yamaha R6 de 2012 pour battre sur un tour chrono la Yamaha YZF-R1 de série. La seule limite de préparation est le budget de la R1(soit 18499€). Avec un prix d'origine de 7000€, la R6 sera préparée de fond en combles.
- Améliorer son freinage (sur Yamaha YZF-R6 de 2012 "Projet High Side")
- Changer son pot d'échappement et son admission (sur Yamaha YZF-R6 de 2012 "Projet High Side")
- Installer un boitier additionnel (sur Yamaha YZF-R6 de 2012 "Projet High Side")
- Installer un shifter (sur Yamaha YZF-R6 de 2012 "Projet High Side")
- Épisode spécial : Yamaha R1 VS R6 préparée : laquelle est la plus rapide ? (avec une Yamaha YZF-R1 de série et une Yamaha YZF-R6 de 2012 préparée)
- Régler le jeu aux soupapes (sur Kawasaki H2-R)
- Refaire un joint de carter (sur un moteur quatre cylindres)
- Changer les joints SPI de fourche (sur Ducati 916)
- Épisode spécial : le bêtisier
- Prépa Z900 RS : démontage (étape 1) (sur Kawasaki Z900 RS) Cet épisode est le premier de cette série de préparation de la Kawasaki Z900RS offerte par Bader à Franck.
- Prépa Z900 RS : partie-cycle (étape 2) (sur Kawasaki Z900 RS)
- Prépa Z900 RS : moteur (étape 3) (sur Kawasaki Z900 RS)
- Prépa Z900 RS : commandes (étape 4) (sur Kawasaki Z900 RS)
- Prépa Z900 RS : performances moteur (étape 5) (sur Kawasaki Z900 RS)
- Prépa Z900 RS : commandes et compteur (étape 6) (sur Kawasaki Z900 RS)
- Prépa Z900 RS : selle et covering carbone (étape 7) (sur Kawasaki Z900 RS)